# Chigwell
Pour les articles homonymes, voir Chigwell (homonymie).

Chigwell est une ville du comté d'Essex au sud-est de l'Angleterre.
Elle est située dans la banlieue de Londres à environ 18 km au nord-est de Charing Cross, et est desservie par le métro de Londres.

## Toponymie
L'appellation Chigwell proviendrait de Cicca's well (soit le puits de Cicca, Cicca étant un patronyme anglo-saxon.

## Personnalités liées à la ville
- Sally Gunnell (1966-),  athlète, spécialiste du 400 mètres haies, y est née ;
- Eliab Harvey (1758-1830), amiral de la Royal Navy, y est né ;
- Honor Smith (1908-1995), neurologue spécialisée dans le traitement de la méningite tuberculeuse, y est née ;
- Mark Wallinger (1959-), artiste, y est né.

### Articles connexes

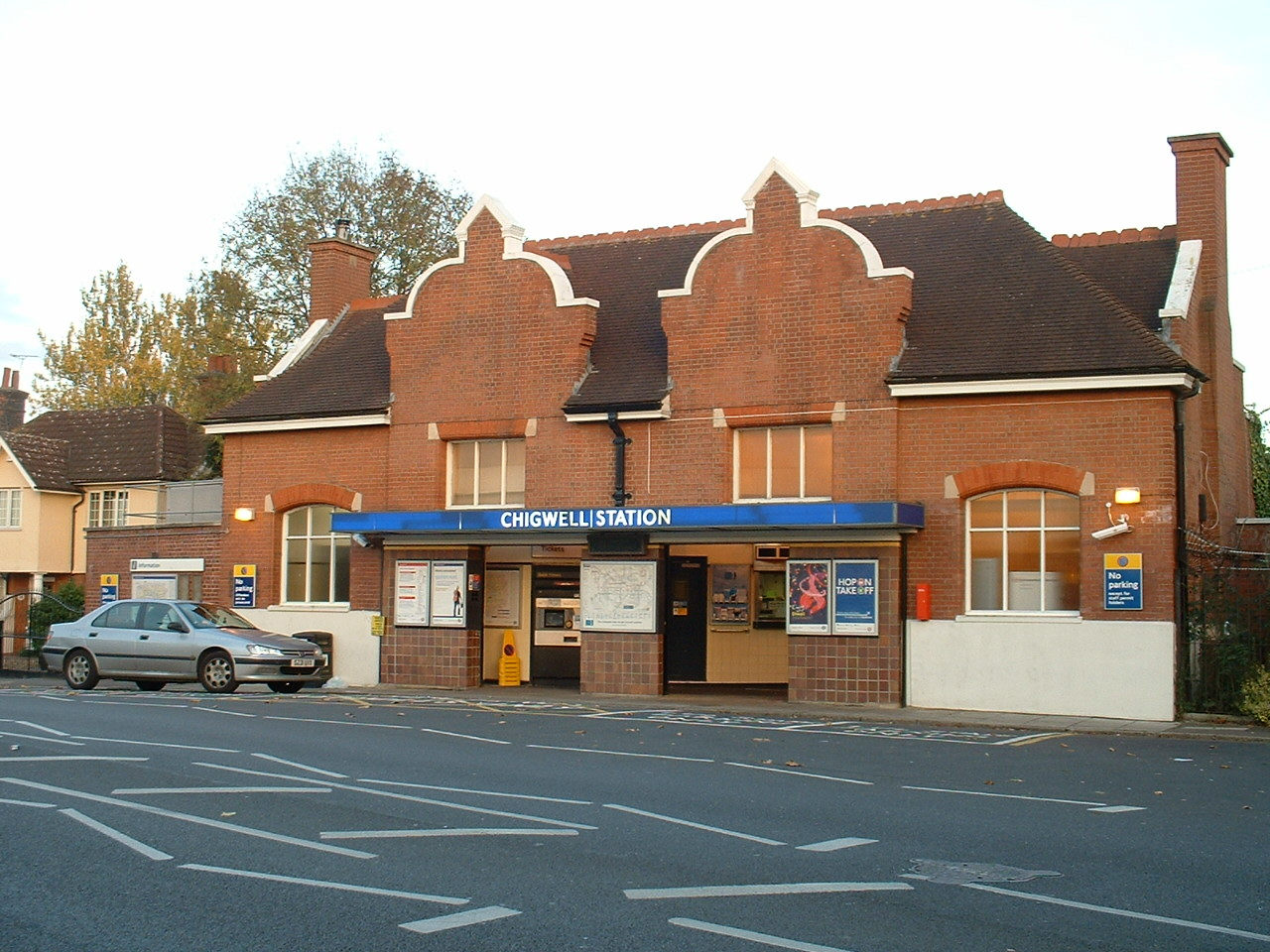
La gare de Chigwell

## Jumelage
- Mantes-la-Ville (France)

### Webographie
- (en) « Chigwell », sur british-history.ac.uk.
- (en) « Chigwell UD », sur visionofbritain.org.uk.

- Notices d'autorité :   - VIAF
  - LCCN
  - Israël
  - WorldCat
- Ressource relative à la géographie :   - Open Domesday
- Ressource relative à la musique :   - MusicBrainz
- Notice dans un dictionnaire ou une encyclopédie généraliste :   - Britannica